# Хелмець (Люблінське воєводство)
Хелмець (пол. Chełmiec) — село в Польщі, у гміні Красничин Красноставського повіту Люблінського воєводства. Населення — 157 осіб (2011).

## Історія
За даними етнографічної експедиції 1869—1870 років під керівництвом Павла Чубинського, у селі переважно проживали римо-католики, меншою мірою — греко-католики, які здебільшого розмовляли українською мовою.
У 1975—1998 роках село належало до Холмського воєводства.

## Демографія
Демографічна структура станом на 31 березня 2011 року:
|          | Загалом | Допрацездатний вік | Працездатний вік | Постпрацездатний вік |
| -------- | ------- | ------------------ | ---------------- | -------------------- |
| Чоловіки | 78      | 12                 | 53               | 13                   |
| Жінки    | 79      | 10                 | 39               | 30                   |
| Разом    | 157     | 22                 | 92               | 43                   |